# Lillestrøm
Lillestrøm is een plaats in de gelijknamige gemeente in Noorwegen. Tot 2020 lag de plaats in de gemeente Skedsmo, die in dat jaar fuseerde met de gemeenten Sørum en Fet.  Lillestrøm telt 14.000 inwoners (2007) en ligt ongeveer 20 km ten oosten van Oslo.

## Sport
De stad is de thuisstad van de voetbalclub Lillestrøm SK. De vijfvoudig landskampioen speelt haar wedstrijden in het Åråsenstadion.

## Geboren in Lillestrøm
- Alf Martinsen (1911-1988), voetballer en voetbalcoach
- Kay Arne Stenshjemmet (1953), langebaanschaatser
- Bjørn Nyland (1962), langebaanschaatser
- Geir Karlstad (1963), langebaanschaatser
- Marit Berger Røsland (1978), politica